# Alois Pollmann-Schweckhorst
Alois Pollmann-Schweckhorst (* 1. Juni 1964 in Bergisch Gladbach) ist ein deutscher Springreiter.

## Biografie
Alois Pollmann-Schweckhorst lebte als Kind auf dem Hof „Gut Bärbroich“ bei Bergisch Gladbach. Er fand mit 12 Freude am Springreiten. Geschult und beritten gemacht vom Vater Aloys, nahm „Alo“ gemeinsam mit seinem Bruder Elmar erfolgreich an nationalen und internationalen Turnieren teil. Im Alter von 21 und 22 Jahren erhielten beide ihr Goldenes Reitabzeichen.
Er hatte erste Erfolge in Nationenpreisen, Weltcupspringen und auf den Deutschen Meisterschaften der Senioren mit der Halbblutstute Frimella (aus dem Holsteiner Stutenstamm 890). Alois Pollmann-Schweckhorst besuchte parallel die Schule bis zum Erlangen des Abiturs und wurde anschließend Profispringreiter bei Herrn Kappel in Senden, während Bruder Elmar den elterlichen Zucht- und Ausbildungsbetrieb übernahm.
Nach zwei Jahren wechselte Alois Pollmann-Schweckhorst zu Hans Günter Winkler nach Warendorf. Doch obwohl er seine drei erfolgreichsten Pferde mitnehmen konnte, erlebte er dort seinen sportlich absoluten Nullpunkt. Nach zwei Jahren Training durch Winkler sah er sich nicht mehr in der Lage, vernünftig durch ein L-Springen reiten zu können.
In Folge bekam er eine neue Chance durch Paul Schockemöhle. Hier musste er sich zwar wieder von unten hochdienen, doch gewann er nach ein paar Monaten bereits seinen ersten Nationenpreis in Modena, gemeinsam mit Franke Sloothaak und Ludger Beerbaum. Von dort ging es zur Familie Hauser, wo er auf Banghui del Follee u. a. die Weltcupspringen in Washington und New York und mit Giulietta den Großen Preis von Neumünster gewinnen konnte. Danach machte er sich auf der Anlage von German Schneider in Tholey selbstständig. Mit Power Light fand er wieder Anschluss an die internationale Spitze, unter anderem mit dem erneuten Gewinn des Großen Preises von Neumünster und dem Reserveplatz in der deutschen Mannschaft auf den Europameisterschaften in Mannheim. Doch auch im Saarland sollte er keine Wurzeln schlagen: Er bekam ein Angebot des Warsteiner Brauereiinhabers Albert Cramer. Nachdem er nach Warstein gegangen war, wurde er sehr erfolgreich mit dem vom Vater gezüchteten „Aperio“, der Stute Candy aus dem Besitz von Hans-Helmut Bauer sowie dem von Elmar gezüchteten Wallach Diamonds Daylight.
Pollmann-Schweckhorst ist in zweiter Ehe verheiratet und hat zwei Kinder. 2007 zog er mit seiner Familie in Mühlen im Oldenburger Münsterland auf der Anlage von Paul Schockemöhle. Auf dem Hengst „Chacco Blue“ gewann er u. a. 2010 auf den Deutschen Meisterschaften in Balve die Bronzemedaille. Im Oktober 2010 verließ er Mühlen erneut und zog auf Wunsch von Albert Cramer wieder nach Warstein.
Er war im Jahr 2010 Mitglied des deutschen B-Kaders der Springreiter. Da seine bisherigen Erfolgspferde im Stall Schockemöhle verblieben, wurde Pollmann-Schweckhorst mit Aufstellung der neuen Kader 2011 aus diesen gestrichen. Im Januar 2013 wurde er zu einem der Stellvertreter der Aktivensprecher der Springreiter gewählt.
Pollmann-Schweckhorst ist schwerpunktmäßig als Trainer anderer Springreiter tätig. So übernahm er ab dem Jahr 2015 zeitweilig das Nationaltraineramt für die norwegischen Springreiter. Trotz längerer turnierfreier Phasen tritt Alois Pollmann-Schweckhorst weiterhin in Springprüfungen auch auf internationalen Niveau an. So erreichte er etwa im Juni 2022 den dritten Rang im Großen Preis eines CSI 3*-Turniers in Gorla Minore.

## Pferde

### Ehemals
- Cardiolan (* 2001), Holsteiner Schimmelhengst, Vater: Cardino, Muttervater: Coriolan[9]
- Chacco-Blue (* 1998; † 2012), brauner Mecklenburger Hengst, Vater: Chambertin, Muttervater: Contender, ab 2011 von Andreas Kreuzer geritten, am 5. Juni 2012 nach einem Schwächeanfall verstorben[10][11]
- Lord Luis (* 1998), dunkelbrauner Holsteiner Wallach, Vater: Lord Luis, Muttervater: Alcatraz, seit Ende 2009 von Lars Nieberg geritten[12][13]
- Candy (* 1992), Holsteiner Fuchsstute, Vater: Coriall, Muttervater: Latino, 2008 aus dem Sport verabschiedet[14]
- Montanus Faro (* 1989), Deutsches Pferd (Zuchtverband für Deutsche Pferde), brauner Wallach, Vater: Fargo, Muttervater: Capitol I, 2007 aus dem Sport verabschiedet[15][16]

## Erfolge
- Weltcupfinale
- 2007: 6. Platz mit Candy
- 2005: 9. Platz mit Candy[17]

- Deutsche Meisterschaften
  - 2. Platz: 2008 mit Lord Luis
  - 3. Platz: 2010 mit Chacco-Blue
  - 7. Platz: 1992, 1997
  - 8. Platz: 1990
  - 9. Platz: 1998
  - 10. Platz: 1993

- Deutsches Championat der Berufsreiter
  - Gold: 2004

- Europameisterschaften – Junge Reiter
  - Bronze (Mannschaft): 1985

- Deutsche Meisterschaften – Junge Reiter
  - Silber: 1983
  - 4. Platz: 1984
  - 8. Platz: 1985

- Deutsches Spring-Derby
  - 3. Platz: 2005 mit Montanus Faro